# Fabinyi Tihamér
Fabinyi Tihamér (Hisnyóvíz, 1890. augusztus 7. – Boston, 1953. június 11.) jogász, politikus, képviselő és felsőházi tag, kereskedelem- és közlekedésügyi miniszter, később pénzügyminiszter.

## Karrierjének kezdete
Evangélikus családból származott, egyháza életében aktív szerepet vállalt és több adománnyal is gyarapította. Egyetemi tanulmányait Berlinben, Lipcsében és Cambridge-ben folytatta, majd 1913-ban Budapesten szerzett jogi végzettséget. Pályája az igazságszolgáltatásban indult: előbb a budapesti törvényszéken, majd a Kúrián és a hatásköri bíróságon dolgozott, innen az igazságügy-minisztériumba került törvényelőkészítő bírónak. Szolgálatáért kitüntetésben részesült. 1921-ben az állami pályát elhagyva a Ganz-Danubius gyár jogigazgatója lett, majd ügyvédi irodát nyitott. Elsősorban nemzetközi kérdésekkel foglalkozott, nyelvismeretét (angol, német, olasz, francia) is kamatoztatva, és sokat utazott. Eközben a Magyar Jogászegylet titkáraként tevékenykedett, továbbá több cikket írt hazai és külföldi szaklapokba, és nagyobb terjedelmű munkákat is írt, illetve szerkesztett jogi tárgykörben. Erre való tekintettel 1924-ben a Pázmány Péter Tudományegyetem a perjog köréből magántanárrá minősítették. 1927-től a Közgazdasági Egyetemen adott elő részvénytársasági, szövetkezeti és polgári perjogi témában.

## Kormányzati szerepvállalása
1931-ben a kiskundorozsmai választókerületben képviselővé választották a kormányzó Nemzeti Egység Pártja programjával, és 1932-ben megszerezte a kereskedelem- és közlekedésügyi miniszteri tárcát a Gömbös-kormányban (1932. október 1. – 1935. március 4.). Ilyen minőségben nagy szerepet vállalt az Ausztriával és Olaszországgal fennálló kereskedelmi kapcsolatok fejlesztésében, a Dunáról a tengerekre irányuló hajózás megteremtésében, a transzkontinentális útvonal Budapestet Kecskeméttel összekötő szakaszának kiépítésében, valamint a turizmus – és különösen a balatoni idegenforgalom – elterjesztésében. Érdemeiért a Magyar Érdemrend nagykeresztjével és az Olasz Királyi Koronarend nagykeresztjével is kitüntették.
Minisztersége idején született meg 1934-ben a tárcájának az a 70 846/1934. számú rendelete, amely meghatározta az ország akkori főútvonal-hálózatának elemeit (8 első-, 35 másod- és 150 harmadrendű főút kijelölésével), és amely megvetette az azóta is hatályban lévő közúthálózati rendszer alapjait is. Az akkor kitűzött elsőrendű főutak vonalvezetése, több-kevesebb nyomvonal-korrekciótól eltekintve már akkor megegyezett a jelenkori, azonos számozású főutakéval, és az akkori másodrendű főutak is nagyrészt főútnak számítanak azóta is. Az útszámozás rendszerében ráadásul megjelent már a szektorelv is, vagyis az a logika, hogy az elsőrendű főutak számtartományokra osztják az ország területét, és ezekben a számtartományokban az alacsonyabb rendű főutak mind azzal a számjeggyel kezdődnek, amilyen számozású út az adott szektort (az óramutató járása szerinti irányból) megnyitotta. [A harmadrendű főutaknál a másodrendűekkel való viszonyukban még nem valósult meg maradéktalanul ez az elv, de láthatóan ott is törekedtek erre.]
1935-ben a pécsi választókerületben ismét képviselővé választották. Imrédy Béla lemondása után ideiglenes jelleggel a pénzügyi tárcát is ő vezette 1935. január 6-ától március 4-éig, amikor is utódjául Bornemisza Gézát nevezték ki kereskedelemügyi miniszternek. Gömbös halálát követően a Darányi-kormányban is pénzügyminiszter maradt az 1938-as kormányátalakításig, amikor is, röviddel a győri program bejelentése után, Reményi-Schneller Lajos lett az utódja (1938. március 9.). Minisztersége alatt helyreált az államháztartási egyensúly, az ország rendezte külföldi adósságait, megszűnt a népszövetségi pénzügyi ellenőrzés, a földosztás kapcsán felhalmozódott adósságokat újraszabályozták és részben rendezték.

## Minisztersége után
Lemondását követően Horthy Miklós kormányzó örökös felsőházi tagsággal jutalmazta meg, a Magyar Általános Hitelbank pedig meghívta alelnök-vezérigazgatójának. 1940-ben a Magyar Tudományos Akadémia igazgatósági tagja lett. (Tagsága 1945-ben megszűnt.) 1944-ben, a német megszállást követően Svájcba emigrált, majd az Egyesült Államokban telepedett le. Itt is halt meg 1953-ban.

## Főbb művei
- A választott bíráskodás (Bp., 1920)
- A választott bíráskodás; 2. bőv. kiad.; szerzői, Bp., 1926
- Az öröklési jog és örökösödési eljárás (Bp., 1929) – összeállítás, jegyzetek
- Magyary Géza. Emlékbeszéd. Szászy Béla megnyitó- és zárszavával; Franklin, Bp., 1930 (Magyar Jogászegyleti értekezések, XX.)
- A polgári perrendtartás törvénye és joggyakorlata (I-II., Bp., 1931) – összeállítás, jegyzetek
- A polgári perjog újjászületése a fasiszta Olaszországban; Franklin Ny., Bp., 1942

## Díjai, kitüntetései
- Polgári Hadi Érdemkereszt II. osztálya
- Magyar Érdemrend nagykeresztje
- Olasz Királyi Koronarend nagykeresztje
- magyar királyi titkos tanácsos (1936)
- Bolgár Érdemrend nagykeresztje

## Emlékezete
- Alakja felbukkan (említés szintjén) Kondor Vilmos magyar író Budapest noir című bűnügyi regényében.